# Бијељевина Ораховичка
Бијељевина Ораховичка је насељено мјесто у Славонији. Припада граду Ораховици, у Вировитичко-подравској жупанији, Република Хрватска.

## Географија
Бијељевина Ораховичка се налази око 5 км сјеверно од Ораховице.

## Становништво
На попису становништва 2001. године, село је имало 36 становника. Према попису становништва из 2011. године, Бијељевина Ораховичка је имала 37 становника.
| Националност       | 1991.       | 1981.       | 1971.       | 1961.        |
| Хрвати             | 18 (41,86%) | 74 (48,36%) | 91 (80,53%) | 126 (90,64%) |
| Срби               | 8 (18,60%)  | 30 (19,60%) | 5 (4,42%)   | 7 (5,03%)    |
| Југословени        | 7 (16,27%)  | 46 (30,06%) | 0           | 0            |
| остали и непознато | 10 (23,25%) | 3 (1,96%)   | 17 (15,04%) | 6 (4,31%)    |
| Укупно             | 43          | 153         | 113         | 139          |

- напомене:

Исказује се од 1880. У 1890. и 1900. исказивано као део насеља под именом Бијељина. У 1991. смањено за део подручја насеља који је припојен насељу Чачинци (општина Чачинци) и насељу Дуга Међа (општина Зденци). До 1981. садржи део података за насеља Чачинци (општина Чачинци) и Дуга Међа (општина Зденци).